# Johnny Hell
『Johnny Hell』（ジョニー・ヘル）は、2006年9月27日にリリースされた、浅井健一のソロ1枚目のアルバム。

## 概要
- ジャケットはアリゾナ州で撮影された。
- 初回限定盤はDVD付、トリプル紙ジャケット仕様。

## 収録曲
1. Super Tonga Party
2. WAY
このアルバムの先行シングルとしてリリースされた2ndシングル。
3. 原爆とミルクシェイク
4. Pola Rola
5. RUSH
6. Hello
7. 空港
8. ROMERO
9. Johnny Hell
10. 哲学
11. 危険すぎる
1stシングル。コーラスに椎名林檎が参加。
12. Green Jelly
13. 人はなぜ

## レコーディング参加
- 照井利幸 - ベース (#3, #7, #11, #12, #13)
- 茂木欣一（東京スカパラダイスオーケストラ） - ドラム (#3, #7, #11, #12, #13)
- 椎名林檎（東京事変） - コーラス (#11)